# Tinnea
Tinnea là một chi thực vật có hoa trong họ Hoa môi (Lamiaceae).

## Loài
Chi Tinnea gồm các loài: